# Nguyễn Cảnh Chân
Nguyễn Cảnh Chân (chữ Hán: 阮景真; 1355 - 1409) là danh tướng chống quân Minh thời Hậu Trần trong lịch sử Việt Nam. Ông có nguồn gốc từ Đông Triều, Quảng Ninh trước khi về lập Tổ quán tại làng Ngọc Sơn, huyện Thanh Chương, tỉnh Nghệ An.

## Cuộc đời và sự nghiệp

### Dưới Triều Vua Trần Phế Đế (1377-1388)
Năm Giáp Tý (1384) Nguyễn Cảnh Chân đậu Tiến sỹ, khoa thi Thái học sinh dưới triều Vua Trần Phế Đế – Hiệu Xương Phù thứ 8 (Giản Hoàng). Năm Ất Sửu (1385) Nguyễn Cảnh Chân được tiến cử làm quan trong "Mật viện triều đình" nhà Trần –   Thăng Long – Đại Việt.
Năm Kỷ Tỵ (1398) dưới triều vua Trần Phế Đế Nguyễn Cảnh Chân được phong hàm Đại tướng chức "Tham mưu quân sự thuộc Thiềm Mật viện triều đình" cùng năm đó ông được phái cử làm An phủ sứ Hoá Châu (Hoan Châu) đến Bình Trị Thiên). Lúc đó chính quyền nhà Trần đã trong tay Hồ Quý Ly.

### Dưới Triều nhà Hồ (1400-1407)
Năm 1400, Hồ Quý Ly cướp ngôi nhà Trần lập ra nhà Hồ. Không lâu sau, Quý Ly nhường ngôi cho con là Hồ Hán Thương, lên làm Thái Thượng hoàng.
Năm 1402, để củng cố phía Nam, Hồ Quý Ly cho lập ra 4 châu mới chiếm của Chiêm Thành: Thăng-Hoa-Tư-Nghĩa và đặt tên Lộ Thăng Hoa để thống nhất cả bốn châu, cử Nguyễn Cảnh Chân làm An phủ sứ Lộ Thăng Hoa. Theo sử sách, hai họ nhà Nguyễn và Đặng có thân nhau từ trước nên từ đó Nguyễn Cảnh Chân và Đặng Tất càng thân thiết và có uy tín lớn trong vùng.
Năm 1406, Trần Thiêm Bình mạo xưng là con cháu nhà Trần, sang tố cáo với nhà Minh việc nhà Hồ đoạt ngôi nhà Trần. Minh Thành Tổ (Chu Đệ) sai quân đưa Trần Thiêm Bình về nước. Hồ Hán Thương sai Nguyễn Cảnh Chân dâng tờ biểu "tạ tội" với nhà Minh và xin đón Thiêm Bình về tôn lên làm chúa. Vua nhà Minh sai hành nhân là Niếp Thông đem tờ sắc sang dụ Hán Thương rằng: "Nếu quả đón Thiêm Bình về tôn làm chúa, thì sẽ ban cho Khanh tước thượng công và phong cho một quận lớn". Hồ Hán Thương lại sai ông theo Niếp Thông sang báo cáo về việc đón Thiêm Bình.
Tuy nhiên, tháng 4 năm 1406, khi quân Minh đưa Thiêm Bình trở về, Hồ Hán Thương sai quân đón đánh, bắt được Thiêm Bình mang về chém chết.
Cuối năm 1406, nhà Minh khởi đại quân sang xâm lược. Cha con Hồ Quý Ly nhanh chóng thất bại và bị bắt mang về Trung Quốc.

### Tham mưu cho Giản Định Đế (1407-1409)
Tháng 11 năm 1407, tôn thất nhà Trần là Trần Ngỗi xưng đế ở Mô Độ (Ninh Bình), tức là Giản Định Đế, lập ra nhà Hậu Trần, khởi binh chống quân Minh. Quân Hậu Trần mới họp, bị quân Minh đánh bại phải chạy vào Nghệ An.
Nguyễn Cảnh Chân cùng Đặng Tất và một số tướng thuộc lực lượng của Trần Nguyệt Hồ, người vừa bị quân Minh đánh bại ở Đông Triều cũng mang quân đến họp. Thế quân Hậu Trần mạnh lên. Giản Định Đế phong Đặng Tất làm quốc công, Nguyễn Cảnh Chân làm Đồng Tri khu mật tham mưu quân sự.
Từ đó, Đặng Tất thường làm tướng đánh trận ở ngoài còn Nguyễn Cảnh Chân đóng vai trò tham mưu cho vua Giản Định Đế.
Đầu năm 1408, Giản Định Đế điều quân đánh Nghệ An và Diễn Châu, tiêu diệt lực lượng của hai quý tộc nhà Trần cũ là Trần Thúc Dao và Trần Nhật Chiêu theo hàng quân Minh trấn giữ. Trương Phụ mang quân vào đánh Diễn châu. Quân Hậu Trần ít không chống nổi, rút vào Hoá châu.
Coi như đã dẹp xong Giao Chỉ, Phụ rút về Đông Quan (Hà Nội) rồi mang đại quân về nước.
Tháng 5 năm 1408, Giản Định Đế từ Hoá châu ra đánh chiếm lại Nghệ An, sau đó đánh chiếm Tân Bình do Phạm Thế Căng, viên tướng người Việt theo quân Minh. Quân Hậu Trần làm chủ từ Nghệ An tới Thuận Hoá.
Giản Định Đế tiến quân ra bắc. Đặng Tất huy động quân 5 lộ từ Thanh Hoá đến Thuận Hoá, tiến ra Trường Yên (Nam Định), chia đường đánh đồn Bình Than, cửa Hàm Tử, chặn đường qua lại ở Tam Giang và đánh phá ngoại vi Đông Quan.
Minh Thành Tổ sai Mộc Thạnh, Lưu Tuấn mang 4 vạn quân sang tiếp viện. Thạnh họp với Lữ Nghị ở Đông Quan, tập trung ở bến Bô Cô (Nam Định). Ngày 30 tháng 12 năm 1408, quân Hậu Trần đánh bại quân Minh một trận oanh liệt, giết chết thượng thư bộ binh Lưu Tuấn, đô đốc Lữ Nghị, tham chính ty bố Giao Chỉ là Lưu Dục, đô chỉ huy sứ Liễu Tông và 10 vạn quân Minh. Mộc Thạnh dẫn tàn quân chạy vào thành Cổ Lộng.
Giản Định Đế muốn thừa cơ đánh ngay vào lấy Đông Quan, nhưng Đặng Tất và Nguyễn Cảnh Chân đều có chủ trương đánh xong số quân địch còn sót lại rồi mới tiến. Vua tôi bàn mãi chưa quyết định được, viện binh quân Minh ở Đông Quan đã tiếp ứng cho Mộc Thạnh chạy về cố thủ Đông Quan. Đặng Tất chia quân vây các thành và gửi hịch đi các lộ kêu gọi hưởng ứng đánh quân Minh.
Do bất đồng về sách lược, vua Giản Định không bằng lòng với ông và Đặng Tất.

### Công thần bị hại
Tháng 3 năm 1409 vua Giản Định đóng ở Hoàng Giang, nội nhân là Nguyễn Quỹ cùng học sinh Nguyễn Mộng Trang mật tâu rằng:
"Tham mưu Nguyễn Cảnh Chân và Quốc công Đặng Tất chuyên quyền bổ dụng người này và cách chức người khác, nếu liệu không tính sớm sau này khó lòng kiềm chế được".
Nghe theo lời gièm pha, vua Giản Định sợ uy tín của hai người quá cao, lại nghi ngờ hai tướng "có ý khác" vì hai người từng làm quan nhà Hồ nên sai triệu hai tướng đến rồi sai võ sĩ bóp cổ giết chết Đặng Tất. Nguyễn Cảnh Chân chạy lên bờ cũng bị đuổi theo chém chết.
Hai người con hai ông là Đặng Dung và Nguyễn Cảnh Dị bất bình vì cha bị giết oan, bỏ đi lập Trần Quý Khoáng làm vua, tức là Trần Trùng Quang Đế. Quân Hậu Trần mất đi hai tướng giỏi, thế lực dần dần suy yếu và cuối cùng bị quân Minh đánh bại hoàn toàn năm 1413.

### Tưởng Nhớ:
- Năm Mậu Thân (Thuận Thiên thứ nhất 1428), sau khi đánh xong quân Minh, Vua Lê Thái Tổ (tức Lê Lợi) đã ban chiếu truy phong cho hai Danh thần AHDT Đặng Tất & Nguyễn Cảnh Chân biển vàng tám chữ "Tiết liệt cương trung – Trung thần hiếu tử". Truy phong Nguyễn Cảnh Chân chức "Tổng Tham mưu quân sự", Đặng Tất chức "Đại quốc công". Thái Bảo Nguyễn Cảnh Dị chức "Thụy Quốc Công", còn Đặng Dung chức "Đồng bình Chương sự" nhằm ghi nhớ công lao to lớn của các ông.
- Vua Lê Thánh Tông (1442-1497) ban chiếu truy tặng Đặng Tất & Nguyễn Cảnh Chân "Quốc sỹ vô song, song quốc sỹ - Anh hùng bất nhị, nhị anh hùng".
- Vua Tự Đức triều Nguyễn (1829-1883) vịnh câu thơ trên, đồng thời truy tặng Nguyễn Cảnh Chân & Đặng Tất bài thơ: "Dòng Trần chưa dứt một dây, Triệu Cơ còn rắp ra tay đồ hồi. Lại phù Giản Định lên ngôi, Cảnh Chân, Đặng Tất vua tôi hiệp tình. Mở cờ đánh với quân Minh, Phá đồn Cổ Lộng, đốt thành Bô Cô. Ví hay nhân thế tràng khu, May ra khôi phục cơ đồ cũng nên. Trùng hưng cơ tự chưa bền, Bỗng không đem kẻ tướng hiền giết đi. Cho nên hào kiệt bạn li, Cánh vây không có, còn gì mà mong".
- Đồng thời truy tặng Nguyễn Cảnh Dị & Đặng Dung bài thơ:

"Là bề tôi trung nghĩa triều Trần,
Thù cha chưa trả nợ nước còn.
Sách lược công danh chưa vẹn tròn,
Tấm lòng trung nghĩa vầng dương mộc,
Hỡi lũ giặc kia nhớ lời nguyền".
***
"Quân Minh chiếm giữ Bắc Kỳ,
Vua Trần lánh ở Nam thùy một nơi.
Đặng Dung, Cảnh Dị mấy người,
Thế cùng dù có tướng tài cũng thua".
- Dòng họ của ông có nhiều người nổi tiếng xứng đáng với lời vịnh "Cao tiền tổ khảo dị lai, Thập bát Quận công tam Tể tướng - Đi Lý Trần Lê dị hậu, Bách dư tiến sỹ thất khôi nguyên".

1. Nguyễn Cảnh Chân tôn Trần Ngỗi (tức Giản Định Đế) lên ngôi Vua.
2. Nguyễn Cảnh Dị tôn Trần Quý Khoáng (tức Trần Trùng Quang) lên ngôi Vua.
3. Nguyễn Cảnh Hoan có công lao to phù Lê, phù Trịnh về sau được các triều đình truy phong "Đại vương - Tấn Quốc Công"  Tể tướng.

## Hậu duệ
- Nguyễn Cảnh Dị
- Nguyễn Cảnh Lữ

Con cháu của ông về sau có lắm người danh tiếng được các vua chúa thời Hậu Lê tin cẩn:
- Phúc khánh Quận Công Nguyễn Cảnh Huy
- Thái phó Tấn Quốc Công Nguyễn Cảnh Hoan
- Thái Bảo, Thư Quận Công Nguyễn Cảnh Kiên
- Thiếu phó, Thắng Quận Công Nguyễn Cảnh Hà
- Phò mã Liêu Quận Công Nguyễn Cảnh Quế

Dòng họ của ông là một dòng họ nổi tiếng ở Nghệ An có một người được phong Quốc công, 18 người được phong Quận công, 76 người được phong tước hầu.